# Falkon (broń)
Falkon, falkona – dawne działo odprzodowe o długiej lufie (28–40 kalibrów) – rodzaj kolubryny, nazywany też ćwierćkolubryną, strzelający kulami o wagomiarze 5–9 funtów. Kaliber w milimetrach wynosił około 95. Używane w XVI i XVII wieku jako działo lądowe lub okrętowe. Spotykano także polską nazwę działa „sokół”, będącą tłumaczeniem nazwy łacińskiej.
W artylerii okrętowej spotyka się działa określane jako falkony także o mniejszym wagomiarze – rzędu 2–3 funtów.